# رباط قدامی سر استخوان نازک‌نی
رباط قدامی سر استخوان نازک‌نی (به انگلیسی: Anterior ligament of the head of the Fibula) شامل دو یا سه رباط و نوار پهن و مسطح است که از جلوی سر استخوان نازک‌نی به صورت مورب، مایل و ممتد به سمت بالا می‌آیند و از بخش جلویی  کوندیل خارجی تیبیا گذر می‌کنند.
این رباط با پوشینه مفصلی مفصل تیبیافیبولار پروگزیمال ادغام می‌شود و حرکات آن را بیشتر مهار می‌کند.